# Rewolucja na Zanzibarze
Rewolucja na Zanzibarze – rewolucja z 12 stycznia 1964 roku. W jej wyniku doszło do obalenia Sułtanatu Zanzibaru i proklamacji Ludowej Republiki Zanzibaru i Pemby, która w październiku tego samego roku połączyła się z Tanganiką. W wyniku zjednoczenia powstała Zjednoczona Republika Tanzanii. W jej trakcie doszło do czystek etnicznych zamieszkującej wyspę mniejszości arabskiej i azjatyckiej.

## Podłoże
Zanzibar na przestrzeni lat stanowił sułtanat w którym rolę głównej siły politycznej mieli Arabowie. W okresie kolonialnych rządów brytyjskich, władze zezwoliły na pewną emancypację czarnoskórych a ludność afrykańska już w 1926 roku weszła w skład rady ustawodawczej i wykonawczej (było to zjawisko bezprecedensowe). Po II wojnie światowej utworzone zostały pierwsze partie polityczne. W 1957 roku ludność arabska utworzyła Nacjonalistyczną Partię Zanzibaru. W tym samym roku powstała opozycyjna wobec niej czarnoskóra Partia Afroszyrazyjska - partia reprezentowała interes Afrykanów z kontynentu oraz ludność Szirazi. W 1959 roku założona została Ludowa Partia Zanzibaru i Pemby, zbliżona do Nacjonalistycznej Partii Zanzibaru. W 1963 roku utworzona została ostatnia spośród partii, partia Umma, głosząca poglądy marksistowskie. W 1963 roku Zanzibar uzyskał od Brytyjczyków autonomię wewnętrzną, a w grudniu tego samego roku niepodległość w ramach brytyjskiej Wspólnoty Narodów. Ustrojem niepodległej wyspy stała się monarchia konstytucyjna. Sułtanem został Dżamszid ibn Abd Allah.

## Przebieg
Sytuacja na wyspie po uzyskaniu niepodległości pozostawała napięta. Ludność czarnoskóra dążyła do zniesienia dominacji Arabów. Już 12 stycznia 1964 roku wybuchła rewolucja - kilkusetosobowe bojówki Partii Afroszyrazyjskiej pod dowództwem policjanta Johna Okello opanowały w nocy na 13 stycznia stolicę Stone Town, przy poparciu czarnej ludności, i przejęły władzę. Sułtan dostał się w ręce powstańców i groziła mu egzekucja, lecz ostatecznie zdołał zbiec z rodziną na wygnanie. Wojskowi utworzyli Radę Rewolucyjną, a w miejsce sułtanatu proklamowali Ludową Republikę Zanzibaru i Pemby. Prezydentem republiki ludowej został Abeid Amani Karume – przywódca Partii Afroszyrazyjskiej, a premierem Abdulrahman Muhammad Babu. Sam Okello ogłosił się marszałkiem polnym. Rząd rewolucyjny poparty został przez Partię Afroszyrazyjską i Ummę (które dokonały zjednoczenia). 
Doszło następnie do czystek etnicznych – między 18 a 20 stycznia czarnoskóra ludność wymordowała kilka – kilkanaście tysięcy (do 20 tysięcy) członków zamieszkującej wyspę mniejszości arabskiej i azjatyckiej, reszta została wygnana do Omanu. W kwietniu 1964 roku Zanzibar zjednoczył się z Tanganiką i utworzył federacyjne państwo - Zjednoczoną Republikę Tanganiki i Zanzibaru (od maja 1964 roku Tanzania).